# Kafruhin
Kafruhin (tiếng Ả Rập: كفروحين) là một ngôi làng Syria nằm ở Idlib Nahiyah ở huyện Idlib, Idlib. Theo Cục Thống kê Trung ương Syria (CBS), Kafruhin có dân số 1737 trong cuộc điều tra dân số năm 2004.